# William Ramsay, 3. Earl of Dalhousie
William Ramsay, 3. Earl of Dalhousie, PC, († November 1682) war ein schottischer Adliger und Offizier.

## Leben
Ramsay war der älteste Sohn von George Ramsay, 2. Earl of Dalhousie, und dessen Frau Lady Anne Flemming. Er hatte drei Brüder und vier Schwestern.
1672 wurde Ramsay von König Karl II. zum Mitglied des Privy Council ernannt und übernahm zugleich das Amt des Sheriffs des County Edinburgh. Beim Tod seines Vaters erbte er 1674 dessen Adelstitel als 3. Earl of Dalhousie und 4. Lord Ramsay of Dalhousie. Er wurde dadurch Mitglied des schottischen Parlaments. 1678 wurde er Captain der Miliz von Edinburgh und nahm als stellvertretender Kommandant des Earl of Mar’s Regiment of Foot am 23. Dezember 1679 an der Schlacht von Bothwell Bridge teil.
Spätestens 1682 hatte er Lady Mary Moore († 1726) geheiratet, die Tochter von Henry Moore, 1. Earl of Drogheda, und dessen Frau Hon. Alice Spencer. Mit ihr hatte er eine Tochter und drei Söhne:
- Lady Elizabeth Ramsay († 1712), ⚭ 1697 Francis Hawley, 2. Baron Hawley;
- George Ramsay, 4. Earl of Dalhousie († 1696);
- William Ramsay, 5. Earl of Dalhousie († 1710), Brigadier-General der British Army;
- Hon. James Ramsay (⚔ 1707 in Almansa), Colonel der British Army.

Seine Titel gingen mit seinem Tod im November 1682 zunächst auf seinen ältesten Sohn George über, der zu diesem Zeitpunkt noch minderjährig war. Nach dessen Tod, 1696, erbte sein jüngerer Bruder William die Titel. Seine Witwe heiratete 1683 John Bellenden, 2. Lord Bellenden.